# Globoside alfa-N-acetilgalattosaminiltransferasi
La globoside alfa-N-acetilgalattosaminiltransferasi è un enzima appartenente alla classe delle transferasi, che catalizza la seguente reazione:
UDP-N-acetil-D-galattosammina + N-acetil-D-galattosamminil-1,3-D-galattosil-1,4-D-galattosil-1,4-D-glucosilceramide ⇄ UDP + N-acetil-D-galattosamminil-N-acetil-D-galattosamminil-1,3-D-galattosil-1,4-D-galattosil-1,4-D-glucosilceramide